# Lista di asteroidi (301001-302000)
Di seguito una lista di asteroidi dal numero 301001 al 302000 con data di scoperta e scopritore.

## 301001-301100
| Nome                    | Designazione provvisoria | Data di scoperta  | Scopritore        |
| ----------------------- | ------------------------ | ----------------- | ----------------- |
| 301001 -                | 2008 GE92                | 6 aprile 2008     | Mt. Lemmon Survey |
| 301002 -                | 2008 GQ98                | 8 aprile 2008     | Spacewatch        |
| 301003 -                | 2008 GU98                | 9 aprile 2008     | Mt. Lemmon Survey |
| 301004 -                | 2008 GH117               | 11 aprile 2008    | Spacewatch        |
| 301005 -                | 2008 GL117               | 11 aprile 2008    | Spacewatch        |
| 301006 -                | 2008 GH120               | 12 aprile 2008    | CSS               |
| 301007 -                | 2008 GM140               | 7 aprile 2008     | Spacewatch        |
| 301008 -                | 2008 GK141               | 14 aprile 2008    | Spacewatch        |
| 301009 -                | 2008 GS141               | 7 aprile 2008     | Spacewatch        |
| 301010 -                | 2008 HB61                | 30 aprile 2008    | Spacewatch        |
| 301011 -                | 2008 JO                  | 2 maggio 2008     | CSS               |
| 301012 -                | 2008 JL17                | 3 maggio 2008     | Mt. Lemmon Survey |
| 301013 -                | 2008 JJ18                | 4 maggio 2008     | Spacewatch        |
| 301014 -                | 2008 KX20                | 27 luglio 2005    | NEAT              |
| 301015 -                | 2008 PW16                | 12 agosto 2008    | OAM               |
| 301016 -                | 2008 QJ32                | 30 agosto 2008    | LINEAR            |
| 301017 -                | 2008 RF107               | 7 settembre 2008  | Mt. Lemmon Survey |
| 301018 -                | 2008 RN126               | 3 settembre 2008  | Spacewatch        |
| 301019 -                | 2008 RX129               | 7 settembre 2008  | Mt. Lemmon Survey |
| 301020 -                | 2008 RW146               | 4 settembre 2008  | Spacewatch        |
| 301021 Sofiarodriguez - | 2008 SJ11                | 23 settembre 2008 | Young, J. W.      |
| 301022 -                | 2008 SZ28                | 19 settembre 2008 | Spacewatch        |
| 301023 -                | 2008 SN67                | 21 settembre 2008 | Healy, D.         |
| 301024 -                | 2008 SH74                | 23 settembre 2008 | CSS               |
| 301025 -                | 2008 SW91                | 21 settembre 2008 | Spacewatch        |
| 301026 -                | 2008 SH104               | 21 settembre 2008 | Spacewatch        |
| 301027 -                | 2008 SN128               | 22 settembre 2008 | Spacewatch        |
| 301028 -                | 2008 SP194               | 25 settembre 2008 | Spacewatch        |
| 301029 -                | 2008 SW205               | 26 settembre 2008 | Spacewatch        |
| 301030 -                | 2008 SO224               | 26 settembre 2008 | Spacewatch        |
| 301031 -                | 2008 SA243               | 29 settembre 2008 | Spacewatch        |
| 301032 -                | 2008 SC258               | 22 settembre 2008 | Mt. Lemmon Survey |
| 301033 -                | 2008 SB266               | 29 settembre 2008 | Spacewatch        |
| 301034 -                | 2008 SG266               | 20 settembre 2008 | Spacewatch        |
| 301035 -                | 2008 SH268               | 24 settembre 2008 | Spacewatch        |
| 301036 -                | 2008 SG283               | 22 settembre 2008 | Mt. Lemmon Survey |
| 301037 -                | 2008 SN291               | 22 settembre 2008 | CSS               |
| 301038 -                | 2008 SM297               | 20 settembre 2008 | Spacewatch        |
| 301039 -                | 2008 SQ305               | 27 settembre 2008 | Mt. Lemmon Survey |
| 301040 -                | 2008 TX20                | 1º ottobre 2008   | Mt. Lemmon Survey |
| 301041 -                | 2008 TY32                | 1º ottobre 2008   | Spacewatch        |
| 301042 -                | 2008 TX38                | 1º ottobre 2008   | Spacewatch        |
| 301043 -                | 2008 TG56                | 2 ottobre 2008    | Spacewatch        |
| 301044 -                | 2008 TQ65                | 2 ottobre 2008    | CSS               |
| 301045 -                | 2008 TY98                | 6 ottobre 2008    | Spacewatch        |
| 301046 -                | 2008 TZ112               | 6 ottobre 2008    | Spacewatch        |
| 301047 -                | 2008 TJ124               | 8 dicembre 2005   | Spacewatch        |
| 301048 -                | 2008 TB162               | 9 ottobre 2008    | Spacewatch        |
| 301049 -                | 2008 TP168               | 2 ottobre 2008    | Mt. Lemmon Survey |
| 301050 -                | 2008 TV177               | 8 ottobre 2008    | CSS               |
| 301051 -                | 2008 TP180               | 2 ottobre 2008    | CSS               |
| 301052 -                | 2008 TY187               | 9 ottobre 2008    | Spacewatch        |
| 301053 -                | 2008 UX1                 | 22 ottobre 2008   | Healy, D.         |
| 301054 -                | 2008 UT13                | 17 ottobre 2008   | Spacewatch        |
| 301055 -                | 2008 US26                | 20 ottobre 2008   | Spacewatch        |
| 301056 -                | 2008 UR46                | 20 ottobre 2008   | Spacewatch        |
| 301057 -                | 2008 UH50                | 20 ottobre 2008   | Mt. Lemmon Survey |
| 301058 -                | 2008 UX61                | 21 ottobre 2008   | Spacewatch        |
| 301059 -                | 2008 UC72                | 21 ottobre 2008   | Spacewatch        |
| 301060 -                | 2008 UU80                | 22 ottobre 2008   | Mt. Lemmon Survey |
| 301061 Egelsbach        | 2008 UO91                | 28 ottobre 2008   | Schwab, E.        |
| 301062 -                | 2008 UA103               | 20 ottobre 2008   | Spacewatch        |
| 301063 -                | 2008 UE126               | 22 ottobre 2008   | Spacewatch        |
| 301064 -                | 2008 UG126               | 22 ottobre 2008   | Spacewatch        |
| 301065 -                | 2008 UB127               | 22 ottobre 2008   | Spacewatch        |
| 301066 -                | 2008 UR140               | 23 ottobre 2008   | Spacewatch        |
| 301067 -                | 2008 UC143               | 23 ottobre 2008   | Spacewatch        |
| 301068 -                | 2008 UH151               | 23 ottobre 2008   | Spacewatch        |
| 301069 -                | 2008 UA163               | 24 ottobre 2008   | Spacewatch        |
| 301070 -                | 2008 UJ170               | 24 ottobre 2008   | CSS               |
| 301071 -                | 2008 UZ170               | 24 ottobre 2008   | Spacewatch        |
| 301072 -                | 2008 UZ190               | 25 ottobre 2008   | Mt. Lemmon Survey |
| 301073 -                | 2008 UU200               | 27 ottobre 2008   | LINEAR            |
| 301074 -                | 2008 UL208               | 23 ottobre 2008   | Spacewatch        |
| 301075 -                | 2008 US208               | 23 ottobre 2008   | Spacewatch        |
| 301076 -                | 2008 UK225               | 25 ottobre 2008   | Spacewatch        |
| 301077 -                | 2008 UG238               | 27 dicembre 2005  | Spacewatch        |
| 301078 -                | 2008 UF247               | 26 ottobre 2008   | Spacewatch        |
| 301079 -                | 2008 UV254               | 15 novembre 1998  | Spacewatch        |
| 301080 -                | 2008 UK257               | 27 ottobre 2008   | Spacewatch        |
| 301081 -                | 2008 UD265               | 2 dicembre 2005   | Mt. Lemmon Survey |
| 301082 -                | 2008 UZ266               | 28 ottobre 2008   | Spacewatch        |
| 301083 -                | 2008 UV287               | 28 ottobre 2008   | Mt. Lemmon Survey |
| 301084 -                | 2008 UG293               | 29 ottobre 2008   | Spacewatch        |
| 301085 -                | 2008 UG313               | 30 ottobre 2008   | CSS               |
| 301086 -                | 2008 UQ315               | 30 ottobre 2008   | Spacewatch        |
| 301087 -                | 2008 UQ338               | 21 ottobre 2008   | Spacewatch        |
| 301088 -                | 2008 UW339               | 23 ottobre 2008   | Spacewatch        |
| 301089 -                | 2008 UE340               | 23 ottobre 2008   | Mt. Lemmon Survey |
| 301090 -                | 2008 US341               | 27 ottobre 2008   | Spacewatch        |
| 301091 -                | 2008 UX344               | 31 ottobre 2008   | Spacewatch        |
| 301092 -                | 2008 UG345               | 31 ottobre 2008   | Spacewatch        |
| 301093 -                | 2008 UU348               | 25 ottobre 2008   | Mt. Lemmon Survey |
| 301094 -                | 2008 UA355               | 30 ottobre 2008   | Spacewatch        |
| 301095 -                | 2008 UQ355               | 25 ottobre 2008   | Spacewatch        |
| 301096 -                | 2008 UF358               | 25 ottobre 2008   | Spacewatch        |
| 301097 -                | 2008 UN360               | 27 ottobre 2008   | Spacewatch        |
| 301098 -                | 2008 UC361               | 25 ottobre 2008   | CSS               |
| 301099 -                | 2008 UA366               | 27 ottobre 2008   | Mt. Lemmon Survey |
| 301100 -                | 2008 UF369               | 27 ottobre 2008   | Mt. Lemmon Survey |

## 301101-301200
| Nome                | Designazione provvisoria | Data di scoperta  | Scopritore           |
| ------------------- | ------------------------ | ----------------- | -------------------- |
| 301101 -            | 2008 UB370               | 28 ottobre 2008   | Mt. Lemmon Survey    |
| 301102 -            | 2008 VF23                | 1º novembre 2008  | Spacewatch           |
| 301103 -            | 2008 VB30                | 2 novembre 2008   | Spacewatch           |
| 301104 -            | 2008 VV48                | 3 novembre 2008   | Spacewatch           |
| 301105 -            | 2008 VB67                | 7 novembre 2008   | Mt. Lemmon Survey    |
| 301106 -            | 2008 VW69                | 6 novembre 2008   | Mt. Lemmon Survey    |
| 301107 -            | 2008 VG70                | 6 novembre 2008   | Mt. Lemmon Survey    |
| 301108 -            | 2008 VE71                | 8 novembre 2008   | Spacewatch           |
| 301109 -            | 2008 VQ71                | 1º novembre 2008  | Spacewatch           |
| 301110 -            | 2008 VQ77                | 6 novembre 2008   | Spacewatch           |
| 301111 -            | 2008 WC1                 | 17 novembre 2008  | Spacewatch           |
| 301112 -            | 2008 WT1                 | 18 novembre 2008  | LINEAR               |
| 301113 -            | 2008 WP23                | 18 novembre 2008  | CSS                  |
| 301114 -            | 2008 WN25                | 18 novembre 2008  | Spacewatch           |
| 301115 -            | 2008 WM42                | 17 novembre 2008  | Spacewatch           |
| 301116 -            | 2008 WJ48                | 17 novembre 2008  | Spacewatch           |
| 301117 -            | 2008 WK48                | 17 novembre 2008  | Spacewatch           |
| 301118 -            | 2008 WG50                | 18 novembre 2008  | Spacewatch           |
| 301119 -            | 2008 WX56                | 24 ottobre 1998   | Spacewatch           |
| 301120 -            | 2008 WC59                | 22 novembre 2008  | Farra d'Isonzo       |
| 301121 -            | 2008 WE59                | 22 novembre 2008  | Ferrando, R.         |
| 301122 -            | 2008 WQ64                | 28 settembre 2008 | Mt. Lemmon Survey    |
| 301123 -            | 2008 WT68                | 18 novembre 2008  | Spacewatch           |
| 301124 -            | 2008 WN70                | 18 novembre 2008  | Spacewatch           |
| 301125 -            | 2008 WP76                | 20 novembre 2008  | Spacewatch           |
| 301126 -            | 2008 WZ89                | 22 novembre 2008  | Mt. Lemmon Survey    |
| 301127 -            | 2008 WT91                | 23 novembre 2008  | Mt. Lemmon Survey    |
| 301128 Frédéricpont | 2008 WV96                | 28 novembre 2008  | Ory, M.              |
| 301129 -            | 2008 WY105               | 30 novembre 2008  | Spacewatch           |
| 301130 -            | 2008 WJ110               | 30 novembre 2008  | Spacewatch           |
| 301131 -            | 2008 WQ116               | 30 novembre 2008  | Spacewatch           |
| 301132 -            | 2008 WX127               | 21 novembre 2008  | Spacewatch           |
| 301133 -            | 2008 WC134               | 19 novembre 2008  | Mt. Lemmon Survey    |
| 301134 -            | 2008 WZ134               | 30 novembre 2008  | Mt. Lemmon Survey    |
| 301135 -            | 2008 XR9                 | 1º dicembre 2008  | CSS                  |
| 301136 -            | 2008 XT9                 | 1º dicembre 2008  | Mt. Lemmon Survey    |
| 301137 -            | 2008 XS20                | 1º dicembre 2008  | Spacewatch           |
| 301138 -            | 2008 XJ37                | 2 dicembre 2008   | Spacewatch           |
| 301139 -            | 2008 XM38                | 2 dicembre 2008   | Spacewatch           |
| 301140 -            | 2008 XV47                | 4 dicembre 2008   | Mt. Lemmon Survey    |
| 301141 -            | 2008 XZ47                | 4 dicembre 2008   | Mt. Lemmon Survey    |
| 301142 -            | 2008 XF48                | 4 dicembre 2008   | Mt. Lemmon Survey    |
| 301143 -            | 2008 XJ48                | 4 dicembre 2008   | Mt. Lemmon Survey    |
| 301144 -            | 2008 XY49                | 4 dicembre 2008   | Mt. Lemmon Survey    |
| 301145 -            | 2008 XA53                | 4 dicembre 2008   | Mt. Lemmon Survey    |
| 301146 -            | 2008 XN53                | 6 dicembre 2008   | BATTeRS              |
| 301147 -            | 2008 XR53                | 1º dicembre 2008  | LINEAR               |
| 301148 -            | 2008 XW55                | 5 dicembre 2008   | Spacewatch           |
| 301149 -            | 2008 XG56                | 4 dicembre 2008   | Spacewatch           |
| 301150 -            | 2008 YB7                 | 23 dicembre 2008  | Kugel, F.            |
| 301151 -            | 2008 YG7                 | 19 dicembre 2008  | OAM                  |
| 301152 -            | 2008 YT7                 | 19 novembre 2004  | CSS                  |
| 301153 Jinan        | 2008 YO9                 | 25 dicembre 2008  | Shandong University  |
| 301154 -            | 2008 YD16                | 21 dicembre 2008  | Mt. Lemmon Survey    |
| 301155 -            | 2008 YO17                | 21 dicembre 2008  | Mt. Lemmon Survey    |
| 301156 -            | 2008 YA19                | 21 dicembre 2008  | Mt. Lemmon Survey    |
| 301157 -            | 2008 YL19                | 21 dicembre 2008  | Mt. Lemmon Survey    |
| 301158 -            | 2008 YT21                | 21 dicembre 2008  | Mt. Lemmon Survey    |
| 301159 -            | 2008 YJ23                | 20 dicembre 2008  | OAM                  |
| 301160 -            | 2008 YX29                | 29 dicembre 2008  | Karge, S., Kling, R. |
| 301161 -            | 2008 YO33                | 29 dicembre 2008  | Kugel, F.            |
| 301162 -            | 2008 YS34                | 31 dicembre 2008  | Bickel, W.           |
| 301163 -            | 2008 YZ36                | 22 dicembre 2008  | Spacewatch           |
| 301164 -            | 2008 YF41                | 30 dicembre 2008  | CSS                  |
| 301165 -            | 2008 YC50                | 29 dicembre 2008  | Mt. Lemmon Survey    |
| 301166 -            | 2008 YQ53                | 29 dicembre 2008  | Mt. Lemmon Survey    |
| 301167 -            | 2008 YR65                | 30 dicembre 2008  | Mt. Lemmon Survey    |
| 301168 -            | 2008 YT65                | 30 dicembre 2008  | Mt. Lemmon Survey    |
| 301169 -            | 2008 YQ67                | 30 dicembre 2008  | Mt. Lemmon Survey    |
| 301170 -            | 2008 YT70                | 29 dicembre 2008  | Mt. Lemmon Survey    |
| 301171 -            | 2008 YM78                | 30 dicembre 2008  | Mt. Lemmon Survey    |
| 301172 -            | 2008 YD89                | 29 dicembre 2008  | Spacewatch           |
| 301173 -            | 2008 YK97                | 29 dicembre 2008  | Mt. Lemmon Survey    |
| 301174 -            | 2008 YF103               | 29 dicembre 2008  | Spacewatch           |
| 301175 -            | 2008 YZ103               | 29 dicembre 2008  | Spacewatch           |
| 301176 -            | 2008 YX104               | 29 dicembre 2008  | Spacewatch           |
| 301177 -            | 2008 YZ104               | 29 dicembre 2008  | Spacewatch           |
| 301178 -            | 2008 YK117               | 29 dicembre 2008  | Spacewatch           |
| 301179 -            | 2008 YA128               | 30 dicembre 2008  | Spacewatch           |
| 301180 -            | 2008 YE129               | 31 dicembre 2008  | Spacewatch           |
| 301181 -            | 2008 YZ133               | 30 dicembre 2008  | Spacewatch           |
| 301182 -            | 2008 YF138               | 30 dicembre 2008  | Spacewatch           |
| 301183 -            | 2008 YH143               | 30 dicembre 2008  | Spacewatch           |
| 301184 -            | 2008 YW145               | 30 dicembre 2008  | Spacewatch           |
| 301185 -            | 2008 YY145               | 30 dicembre 2008  | Spacewatch           |
| 301186 -            | 2008 YJ146               | 30 dicembre 2008  | Spacewatch           |
| 301187 -            | 2008 YR147               | 31 dicembre 2008  | Spacewatch           |
| 301188 -            | 2008 YH152               | 22 dicembre 2008  | Spacewatch           |
| 301189 -            | 2008 YS152               | 30 dicembre 2008  | Mt. Lemmon Survey    |
| 301190 -            | 2008 YS159               | 21 dicembre 2008  | Mt. Lemmon Survey    |
| 301191 -            | 2008 YR161               | 21 dicembre 2008  | Mt. Lemmon Survey    |
| 301192 -            | 2008 YZ165               | 29 dicembre 2008  | Mt. Lemmon Survey    |
| 301193 -            | 2008 YW166               | 21 dicembre 2008  | LINEAR               |
| 301194 -            | 2008 YH167               | 21 dicembre 2008  | LINEAR               |
| 301195 -            | 2008 YM167               | 21 dicembre 2008  | CSS                  |
| 301196 -            | 2008 YO168               | 31 dicembre 2008  | CSS                  |
| 301197 -            | 2008 YR169               | 30 dicembre 2008  | Mt. Lemmon Survey    |
| 301198 -            | 2008 YR171               | 31 dicembre 2008  | LINEAR               |
| 301199 -            | 2008 YA172               | 30 dicembre 2008  | Mt. Lemmon Survey    |
| 301200 -            | 2009 AH                  | 1º gennaio 2009   | Lowe, A.             |

## 301201-301300
| Nome               | Designazione provvisoria | Data di scoperta | Scopritore             |
| ------------------ | ------------------------ | ---------------- | ---------------------- |
| 301201 -           | 2009 AO11                | 2 gennaio 2009   | Mt. Lemmon Survey      |
| 301202 -           | 2009 AZ22                | 3 gennaio 2009   | Spacewatch             |
| 301203 -           | 2009 AB24                | 3 gennaio 2009   | Spacewatch             |
| 301204 -           | 2009 AU27                | 2 gennaio 2009   | Spacewatch             |
| 301205 -           | 2009 AC30                | 18 dicembre 2001 | Spacewatch             |
| 301206 -           | 2009 AC31                | 15 gennaio 2009  | Spacewatch             |
| 301207 -           | 2009 AQ34                | 15 gennaio 2009  | Spacewatch             |
| 301208 -           | 2009 AL41                | 15 gennaio 2009  | Spacewatch             |
| 301209 -           | 2009 AU42                | 2 gennaio 2009   | Mt. Lemmon Survey      |
| 301210 -           | 2009 AB44                | 3 gennaio 2009   | Mt. Lemmon Survey      |
| 301211 -           | 2009 AC44                | 3 gennaio 2009   | Mt. Lemmon Survey      |
| 301212 -           | 2009 AG44                | 3 gennaio 2009   | Mt. Lemmon Survey      |
| 301213 -           | 2009 AP45                | 2 gennaio 2009   | Spacewatch             |
| 301214 -           | 2009 AU45                | 1º gennaio 2009  | Mt. Lemmon Survey      |
| 301215 -           | 2009 AL46                | 15 gennaio 2009  | Spacewatch             |
| 301216 -           | 2009 AK48                | 2 gennaio 2009   | Mt. Lemmon Survey      |
| 301217 -           | 2009 AQ49                | 1º gennaio 2009  | Spacewatch             |
| 301218 -           | 2009 AP50                | 3 gennaio 2009   | CSS                    |
| 301219 -           | 2009 BP2                 | 18 gennaio 2009  | Shandong University    |
| 301220 -           | 2009 BK4                 | 18 gennaio 2009  | LINEAR                 |
| 301221 -           | 2009 BL5                 | 20 gennaio 2009  | Tozzi, F.              |
| 301222 -           | 2009 BK6                 | 18 gennaio 2009  | LINEAR                 |
| 301223 -           | 2009 BZ6                 | 18 gennaio 2009  | LINEAR                 |
| 301224 -           | 2009 BX8                 | 17 gennaio 2009  | LINEAR                 |
| 301225 -           | 2009 BD9                 | 17 gennaio 2009  | LINEAR                 |
| 301226 -           | 2009 BW12                | 21 gennaio 2009  | LINEAR                 |
| 301227 -           | 2009 BL13                | 22 gennaio 2009  | LINEAR                 |
| 301228 -           | 2009 BN13                | 22 gennaio 2009  | LINEAR                 |
| 301229 -           | 2009 BS13                | 26 gennaio 2009  | Lowe, A.               |
| 301230 -           | 2009 BC19                | 16 gennaio 2009  | Mt. Lemmon Survey      |
| 301231 -           | 2009 BS19                | 16 gennaio 2009  | Mt. Lemmon Survey      |
| 301232 -           | 2009 BY24                | 17 gennaio 2009  | Spacewatch             |
| 301233 -           | 2009 BK25                | 19 gennaio 2009  | Mt. Lemmon Survey      |
| 301234 -           | 2009 BY26                | 16 gennaio 2009  | Spacewatch             |
| 301235 -           | 2009 BE34                | 16 gennaio 2009  | Spacewatch             |
| 301236 -           | 2009 BJ37                | 16 gennaio 2009  | Spacewatch             |
| 301237 -           | 2009 BM40                | 16 gennaio 2009  | Spacewatch             |
| 301238 -           | 2009 BD42                | 16 gennaio 2009  | Spacewatch             |
| 301239 -           | 2009 BH42                | 16 gennaio 2009  | Spacewatch             |
| 301240 -           | 2009 BE43                | 16 gennaio 2009  | Spacewatch             |
| 301241 -           | 2009 BO43                | 16 gennaio 2009  | Spacewatch             |
| 301242 -           | 2009 BS43                | 16 gennaio 2009  | Spacewatch             |
| 301243 -           | 2009 BF45                | 16 gennaio 2009  | Spacewatch             |
| 301244 -           | 2009 BJ45                | 16 gennaio 2009  | Spacewatch             |
| 301245 -           | 2009 BS45                | 16 gennaio 2009  | Spacewatch             |
| 301246 -           | 2009 BW45                | 16 gennaio 2009  | Spacewatch             |
| 301247 -           | 2009 BR46                | 16 gennaio 2009  | Spacewatch             |
| 301248 -           | 2009 BR47                | 16 gennaio 2009  | Mt. Lemmon Survey      |
| 301249 -           | 2009 BT48                | 16 gennaio 2009  | Spacewatch             |
| 301250 -           | 2009 BP49                | 16 gennaio 2009  | Mt. Lemmon Survey      |
| 301251 -           | 2009 BZ49                | 16 gennaio 2009  | Mt. Lemmon Survey      |
| 301252 -           | 2009 BO50                | 16 gennaio 2009  | Mt. Lemmon Survey      |
| 301253 -           | 2009 BR52                | 16 gennaio 2009  | Mt. Lemmon Survey      |
| 301254 -           | 2009 BW52                | 16 gennaio 2009  | Mt. Lemmon Survey      |
| 301255 -           | 2009 BH55                | 16 gennaio 2009  | Mt. Lemmon Survey      |
| 301256 -           | 2009 BW65                | 20 gennaio 2009  | Spacewatch             |
| 301257 -           | 2009 BN69                | 25 gennaio 2009  | CSS                    |
| 301258 -           | 2009 BP69                | 25 gennaio 2009  | CSS                    |
| 301259 -           | 2009 BK70                | 25 gennaio 2009  | CSS                    |
| 301260 -           | 2009 BH71                | 26 gennaio 2009  | PMO NEO Survey Program |
| 301261 -           | 2009 BS71                | 19 dicembre 2004 | Mt. Lemmon Survey      |
| 301262 -           | 2009 BZ76                | 28 gennaio 2009  | CSS                    |
| 301263 Anitaheward | 2009 BB77                | 30 gennaio 2009  | Miles, R.              |
| 301264 -           | 2009 BO77                | 25 gennaio 2009  | LINEAR                 |
| 301265 -           | 2009 BG79                | 29 gennaio 2009  | Apitzsch, R.           |
| 301266 -           | 2009 BN79                | 30 gennaio 2009  | LINEAR                 |
| 301267 -           | 2009 BZ81                | 31 gennaio 2009  | LINEAR                 |
| 301268 -           | 2009 BK83                | 29 gennaio 2009  | Ferrando, R.           |
| 301269 -           | 2009 BT83                | 31 gennaio 2009  | Spacewatch             |
| 301270 -           | 2009 BX83                | 31 gennaio 2009  | Spacewatch             |
| 301271 -           | 2009 BB84                | 31 gennaio 2009  | Spacewatch             |
| 301272 -           | 2009 BR84                | 25 gennaio 2009  | Spacewatch             |
| 301273 -           | 2009 BJ86                | 25 gennaio 2009  | Spacewatch             |
| 301274 -           | 2009 BH89                | 25 gennaio 2009  | Spacewatch             |
| 301275 -           | 2009 BG90                | 25 gennaio 2009  | Spacewatch             |
| 301276 -           | 2009 BJ90                | 25 gennaio 2009  | Spacewatch             |
| 301277 -           | 2009 BW90                | 25 gennaio 2009  | Spacewatch             |
| 301278 -           | 2009 BF91                | 25 gennaio 2009  | Spacewatch             |
| 301279 -           | 2009 BH94                | 25 gennaio 2009  | Spacewatch             |
| 301280 -           | 2009 BS94                | 25 gennaio 2009  | Spacewatch             |
| 301281 -           | 2009 BM98                | 26 gennaio 2009  | Mt. Lemmon Survey      |
| 301282 -           | 2009 BT104               | 25 gennaio 2009  | Spacewatch             |
| 301283 -           | 2009 BA105               | 25 gennaio 2009  | Spacewatch             |
| 301284 -           | 2009 BF105               | 25 gennaio 2009  | Spacewatch             |
| 301285 -           | 2009 BZ107               | 29 gennaio 2009  | Mt. Lemmon Survey      |
| 301286 -           | 2009 BA108               | 29 gennaio 2009  | Mt. Lemmon Survey      |
| 301287 -           | 2009 BD108               | 29 gennaio 2009  | Mt. Lemmon Survey      |
| 301288 -           | 2009 BA110               | 30 gennaio 2009  | Bickel, W.             |
| 301289 -           | 2009 BR112               | 31 gennaio 2009  | Mt. Lemmon Survey      |
| 301290 -           | 2009 BG113               | 24 gennaio 2009  | Cerro Burek            |
| 301291 -           | 2009 BW113               | 26 gennaio 2009  | Mt. Lemmon Survey      |
| 301292 -           | 2009 BK120               | 31 gennaio 2009  | Spacewatch             |
| 301293 -           | 2009 BS123               | 31 gennaio 2009  | Spacewatch             |
| 301294 -           | 2009 BW123               | 31 gennaio 2009  | Spacewatch             |
| 301295 -           | 2009 BY123               | 31 gennaio 2009  | Spacewatch             |
| 301296 -           | 2009 BJ124               | 31 gennaio 2009  | Spacewatch             |
| 301297 -           | 2009 BV124               | 31 gennaio 2009  | Spacewatch             |
| 301298 -           | 2009 BP125               | 28 gennaio 2009  | Spacewatch             |
| 301299 -           | 2009 BP127               | 29 gennaio 2009  | Spacewatch             |
| 301300 -           | 2009 BC129               | 30 gennaio 2009  | Spacewatch             |

## 301301-301400
| Nome            | Designazione provvisoria | Data di scoperta | Scopritore             |
| --------------- | ------------------------ | ---------------- | ---------------------- |
| 301301 -        | 2009 BL130               | 31 gennaio 2009  | Mt. Lemmon Survey      |
| 301302 -        | 2009 BX130               | 31 gennaio 2009  | Mt. Lemmon Survey      |
| 301303 -        | 2009 BL131               | 31 gennaio 2009  | Mt. Lemmon Survey      |
| 301304 -        | 2009 BH133               | 29 gennaio 2009  | Spacewatch             |
| 301305 -        | 2009 BU133               | 29 gennaio 2009  | Spacewatch             |
| 301306 -        | 2009 BF134               | 29 gennaio 2009  | Spacewatch             |
| 301307 -        | 2009 BQ134               | 29 gennaio 2009  | Spacewatch             |
| 301308 -        | 2009 BB140               | 29 gennaio 2009  | Spacewatch             |
| 301309 -        | 2009 BR142               | 30 gennaio 2009  | Mt. Lemmon Survey      |
| 301310 -        | 2009 BT142               | 30 gennaio 2009  | Spacewatch             |
| 301311 -        | 2009 BM146               | 30 gennaio 2009  | Mt. Lemmon Survey      |
| 301312 -        | 2009 BC147               | 18 dicembre 2004 | Mt. Lemmon Survey      |
| 301313 -        | 2009 BP148               | 30 gennaio 2009  | Mt. Lemmon Survey      |
| 301314 -        | 2009 BO149               | 31 gennaio 2009  | Mt. Lemmon Survey      |
| 301315 -        | 2009 BS149               | 31 gennaio 2009  | Spacewatch             |
| 301316 -        | 2009 BR150               | 27 gennaio 2009  | PMO NEO Survey Program |
| 301317 -        | 2009 BO153               | 31 gennaio 2009  | Spacewatch             |
| 301318 -        | 2009 BK155               | 31 gennaio 2009  | Spacewatch             |
| 301319 -        | 2009 BR157               | 31 gennaio 2009  | Spacewatch             |
| 301320 -        | 2009 BM158               | 31 gennaio 2009  | Spacewatch             |
| 301321 -        | 2009 BP162               | 30 gennaio 2009  | Mt. Lemmon Survey      |
| 301322 -        | 2009 BL167               | 24 gennaio 2009  | Cerro Burek            |
| 301323 -        | 2009 BC168               | 24 gennaio 2009  | Cerro Burek            |
| 301324 -        | 2009 BQ169               | 16 gennaio 2009  | Spacewatch             |
| 301325 -        | 2009 BV171               | 17 gennaio 2009  | Spacewatch             |
| 301326 -        | 2009 BB173               | 20 gennaio 2009  | Mt. Lemmon Survey      |
| 301327 -        | 2009 BP173               | 20 gennaio 2009  | CSS                    |
| 301328 -        | 2009 BG176               | 31 gennaio 2009  | Mt. Lemmon Survey      |
| 301329 -        | 2009 BL176               | 31 gennaio 2009  | Spacewatch             |
| 301330 -        | 2009 BR178               | 25 gennaio 2009  | Spacewatch             |
| 301331 -        | 2009 BV178               | 30 gennaio 2009  | Mt. Lemmon Survey      |
| 301332 -        | 2009 BC179               | 30 gennaio 2009  | Mt. Lemmon Survey      |
| 301333 -        | 2009 BX180               | 31 gennaio 2009  | Spacewatch             |
| 301334 -        | 2009 BY181               | 31 gennaio 2009  | Mt. Lemmon Survey      |
| 301335 -        | 2009 BK183               | 25 gennaio 2009  | Spacewatch             |
| 301336 -        | 2009 BL183               | 25 gennaio 2009  | Spacewatch             |
| 301337 -        | 2009 BA185               | 20 gennaio 2009  | LINEAR                 |
| 301338 -        | 2009 BR186               | 20 gennaio 2009  | LINEAR                 |
| 301339 -        | 2009 BD187               | 26 gennaio 2009  | LINEAR                 |
| 301340 -        | 2009 BP187               | 31 gennaio 2009  | Spacewatch             |
| 301341 -        | 2009 BC188               | 23 gennaio 2009  | PMO NEO Survey Program |
| 301342 -        | 2009 BK188               | 25 gennaio 2009  | Spacewatch             |
| 301343 -        | 2009 BM188               | 25 gennaio 2009  | CSS                    |
| 301344 -        | 2009 BC189               | 25 gennaio 2009  | CSS                    |
| 301345 -        | 2009 CU3                 | 1º febbraio 2009 | Birtwhistle, P.        |
| 301346 -        | 2009 CS7                 | 1º febbraio 2009 | Mt. Lemmon Survey      |
| 301347 -        | 2009 CB8                 | 1º febbraio 2009 | Mt. Lemmon Survey      |
| 301348 -        | 2009 CE9                 | 1º febbraio 2009 | Mt. Lemmon Survey      |
| 301349 -        | 2009 CO10                | 1º febbraio 2009 | Mt. Lemmon Survey      |
| 301350 -        | 2009 CE12                | 1º febbraio 2009 | Spacewatch             |
| 301351 -        | 2009 CR14                | 1º febbraio 2009 | Spacewatch             |
| 301352 -        | 2009 CL16                | 1º febbraio 2009 | Mt. Lemmon Survey      |
| 301353 -        | 2009 CP22                | 1º febbraio 2009 | Spacewatch             |
| 301354 -        | 2009 CG28                | 1º febbraio 2009 | Spacewatch             |
| 301355 -        | 2009 CQ28                | 1º febbraio 2009 | Spacewatch             |
| 301356 -        | 2009 CM31                | 1º febbraio 2009 | Spacewatch             |
| 301357 -        | 2009 CV31                | 1º febbraio 2009 | Spacewatch             |
| 301358 -        | 2009 CC37                | 4 febbraio 2009  | Mt. Lemmon Survey      |
| 301359 -        | 2009 CA39                | 13 febbraio 2009 | Spacewatch             |
| 301360 -        | 2009 CE39                | 13 febbraio 2009 | Spacewatch             |
| 301361 -        | 2009 CJ39                | 13 febbraio 2009 | Spacewatch             |
| 301362 -        | 2009 CD43                | 14 febbraio 2009 | CSS                    |
| 301363 -        | 2009 CS43                | 14 febbraio 2009 | Spacewatch             |
| 301364 -        | 2009 CA44                | 14 febbraio 2009 | Spacewatch             |
| 301365 -        | 2009 CS44                | 14 febbraio 2009 | Spacewatch             |
| 301366 -        | 2009 CX44                | 14 febbraio 2009 | Mt. Lemmon Survey      |
| 301367 -        | 2009 CP49                | 14 febbraio 2009 | Mt. Lemmon Survey      |
| 301368 -        | 2009 CX49                | 14 febbraio 2009 | OAM                    |
| 301369 -        | 2009 CF51                | 14 febbraio 2009 | OAM                    |
| 301370 -        | 2009 CX52                | 14 febbraio 2009 | Mt. Lemmon Survey      |
| 301371 -        | 2009 CC54                | 13 febbraio 2009 | Spacewatch             |
| 301372 -        | 2009 CW54                | 14 febbraio 2009 | Mt. Lemmon Survey      |
| 301373 -        | 2009 CK55                | 14 febbraio 2009 | Mt. Lemmon Survey      |
| 301374 -        | 2009 CE56                | 1º febbraio 2009 | CSS                    |
| 301375 -        | 2009 CJ59                | 14 febbraio 2009 | Spacewatch             |
| 301376 -        | 2009 CJ62                | 3 febbraio 2009  | Spacewatch             |
| 301377 -        | 2009 CP62                | 5 febbraio 2009  | Spacewatch             |
| 301378 -        | 2009 CZ62                | 2 febbraio 2009  | Spacewatch             |
| 301379 -        | 2009 CJ63                | 1º febbraio 2009 | CSS                    |
| 301380 -        | 2009 CW64                | 5 febbraio 2009  | Spacewatch             |
| 301381 -        | 2009 DR2                 | 17 febbraio 2009 | Kugel, F.              |
| 301382 -        | 2009 DX3                 | 18 febbraio 2009 | LINEAR                 |
| 301383 -        | 2009 DL7                 | 19 febbraio 2009 | Spacewatch             |
| 301384 -        | 2009 DV7                 | 19 febbraio 2009 | CSS                    |
| 301385 -        | 2009 DR11                | 21 febbraio 2009 | Lowe, A.               |
| 301386 -        | 2009 DO14                | 19 febbraio 2009 | Mt. Lemmon Survey      |
| 301387 -        | 2009 DL19                | 20 febbraio 2009 | Spacewatch             |
| 301388 -        | 2009 DP19                | 21 febbraio 2009 | CSS                    |
| 301389 -        | 2009 DR19                | 21 febbraio 2009 | CSS                    |
| 301390 -        | 2009 DA20                | 5 febbraio 2009  | Spacewatch             |
| 301391 -        | 2009 DP24                | 21 febbraio 2009 | Spacewatch             |
| 301392 -        | 2009 DT25                | 21 febbraio 2009 | Mt. Lemmon Survey      |
| 301393 -        | 2009 DB29                | 23 febbraio 2009 | Hormuth, F.            |
| 301394 Bensheim | 2009 DB31                | 23 febbraio 2009 | Schwab, E.             |
| 301395 -        | 2009 DL31                | 19 febbraio 2009 | Spacewatch             |
| 301396 -        | 2009 DO31                | 20 febbraio 2009 | Spacewatch             |
| 301397 -        | 2009 DP31                | 20 febbraio 2009 | Spacewatch             |
| 301398 -        | 2009 DF32                | 20 febbraio 2009 | Spacewatch             |
| 301399 -        | 2009 DR32                | 20 febbraio 2009 | Spacewatch             |
| 301400 -        | 2009 DV32                | 20 febbraio 2009 | Spacewatch             |

## 301401-301500
| Nome            | Designazione provvisoria | Data di scoperta | Scopritore           |
| --------------- | ------------------------ | ---------------- | -------------------- |
| 301401 -        | 2009 DD33                | 20 febbraio 2009 | Spacewatch           |
| 301402 -        | 2009 DC35                | 20 febbraio 2009 | Spacewatch           |
| 301403 -        | 2009 DE35                | 20 febbraio 2009 | Spacewatch           |
| 301404 -        | 2009 DK35                | 20 febbraio 2009 | Spacewatch           |
| 301405 -        | 2009 DE37                | 23 febbraio 2009 | Hormuth, F.          |
| 301406 -        | 2009 DT39                | 19 febbraio 2009 | Kugel, F.            |
| 301407 -        | 2009 DD41                | 17 febbraio 2009 | OAM                  |
| 301408 -        | 2009 DU41                | 19 febbraio 2009 | OAM                  |
| 301409 -        | 2009 DB42                | 19 febbraio 2009 | OAM                  |
| 301410 -        | 2009 DC42                | 19 febbraio 2009 | OAM                  |
| 301411 -        | 2009 DQ45                | 22 febbraio 2009 | LINEAR               |
| 301412 -        | 2009 DF46                | 28 febbraio 2009 | Apitzsch, R.         |
| 301413 Rogerfux | 2009 DN46                | 27 febbraio 2009 | Ory, M.              |
| 301414 -        | 2009 DR46                | 26 febbraio 2009 | LINEAR               |
| 301415 -        | 2009 DV48                | 19 febbraio 2009 | Spacewatch           |
| 301416 -        | 2009 DR49                | 19 febbraio 2009 | Spacewatch           |
| 301417 -        | 2009 DS49                | 19 febbraio 2009 | Spacewatch           |
| 301418 -        | 2009 DX50                | 19 febbraio 2009 | Spacewatch           |
| 301419 -        | 2009 DY50                | 19 febbraio 2009 | Spacewatch           |
| 301420 -        | 2009 DC51                | 20 febbraio 2009 | Spacewatch           |
| 301421 -        | 2009 DC55                | 22 febbraio 2009 | Spacewatch           |
| 301422 -        | 2009 DO56                | 22 febbraio 2009 | Spacewatch           |
| 301423 -        | 2009 DZ56                | 22 febbraio 2009 | Spacewatch           |
| 301424 -        | 2009 DG57                | 22 febbraio 2009 | Spacewatch           |
| 301425 -        | 2009 DT57                | 22 febbraio 2009 | Spacewatch           |
| 301426 -        | 2009 DX58                | 22 febbraio 2009 | Spacewatch           |
| 301427 -        | 2009 DZ59                | 22 febbraio 2009 | Spacewatch           |
| 301428 -        | 2009 DA61                | 22 febbraio 2009 | Spacewatch           |
| 301429 -        | 2009 DQ61                | 22 febbraio 2009 | Spacewatch           |
| 301430 -        | 2009 DX61                | 22 febbraio 2009 | Spacewatch           |
| 301431 -        | 2009 DL63                | 22 febbraio 2009 | Mt. Lemmon Survey    |
| 301432 -        | 2009 DO63                | 22 febbraio 2009 | Spacewatch           |
| 301433 -        | 2009 DP69                | 26 febbraio 2009 | CSS                  |
| 301434 -        | 2009 DK72                | 22 febbraio 2009 | Spacewatch           |
| 301435 -        | 2009 DE73                | 25 febbraio 2009 | Hormuth, F.          |
| 301436 -        | 2009 DL74                | 26 febbraio 2009 | CSS                  |
| 301437 -        | 2009 DO74                | 26 febbraio 2009 | CSS                  |
| 301438 -        | 2009 DF77                | 21 febbraio 2009 | OAM                  |
| 301439 -        | 2009 DD78                | 25 febbraio 2009 | CSS                  |
| 301440 -        | 2009 DY79                | 21 agosto 2006   | Spacewatch           |
| 301441 -        | 2009 DD80                | 21 febbraio 2009 | Spacewatch           |
| 301442 -        | 2009 DB81                | 24 febbraio 2009 | Spacewatch           |
| 301443 -        | 2009 DD82                | 24 febbraio 2009 | Spacewatch           |
| 301444 -        | 2009 DM82                | 24 febbraio 2009 | Spacewatch           |
| 301445 -        | 2009 DT82                | 24 febbraio 2009 | Spacewatch           |
| 301446 -        | 2009 DX82                | 24 febbraio 2009 | Spacewatch           |
| 301447 -        | 2009 DH83                | 24 febbraio 2009 | Spacewatch           |
| 301448 -        | 2009 DA88                | 27 febbraio 2009 | Spacewatch           |
| 301449 -        | 2009 DB92                | 27 febbraio 2009 | Spacewatch           |
| 301450 -        | 2009 DZ94                | 28 febbraio 2009 | Spacewatch           |
| 301451 -        | 2009 DN98                | 26 febbraio 2009 | Spacewatch           |
| 301452 -        | 2009 DK102               | 26 febbraio 2009 | Spacewatch           |
| 301453 -        | 2009 DG112               | 26 febbraio 2009 | Spacewatch           |
| 301454 -        | 2009 DM112               | 26 febbraio 2009 | CSS                  |
| 301455 -        | 2009 DW112               | 27 febbraio 2009 | CSS                  |
| 301456 -        | 2009 DY112               | 27 febbraio 2009 | CSS                  |
| 301457 -        | 2009 DW113               | 27 febbraio 2009 | Mt. Lemmon Survey    |
| 301458 -        | 2009 DE115               | 26 febbraio 2009 | CSS                  |
| 301459 -        | 2009 DB116               | 27 febbraio 2009 | Spacewatch           |
| 301460 -        | 2009 DB117               | 27 febbraio 2009 | Spacewatch           |
| 301461 -        | 2009 DX117               | 27 febbraio 2009 | Spacewatch           |
| 301462 -        | 2009 DL118               | 27 febbraio 2009 | Spacewatch           |
| 301463 -        | 2009 DX120               | 27 febbraio 2009 | Spacewatch           |
| 301464 -        | 2009 DY120               | 27 febbraio 2009 | Spacewatch           |
| 301465 -        | 2009 DC122               | 27 febbraio 2009 | Spacewatch           |
| 301466 -        | 2009 DG124               | 19 febbraio 2009 | CSS                  |
| 301467 -        | 2009 DV125               | 19 febbraio 2009 | Spacewatch           |
| 301468 -        | 2009 DA126               | 19 febbraio 2009 | Spacewatch           |
| 301469 -        | 2009 DD126               | 19 febbraio 2009 | Spacewatch           |
| 301470 -        | 2009 DN126               | 20 febbraio 2009 | Spacewatch           |
| 301471 -        | 2009 DQ126               | 20 febbraio 2009 | Spacewatch           |
| 301472 -        | 2009 DW126               | 20 febbraio 2009 | Spacewatch           |
| 301473 -        | 2009 DQ127               | 20 febbraio 2009 | Spacewatch           |
| 301474 -        | 2009 DD128               | 21 febbraio 2009 | Spacewatch           |
| 301475 -        | 2009 DO128               | 22 febbraio 2009 | CSS                  |
| 301476 -        | 2009 DR128               | 24 febbraio 2009 | CSS                  |
| 301477 -        | 2009 DT128               | 24 febbraio 2009 | CSS                  |
| 301478 -        | 2009 DL131               | 19 febbraio 2009 | Spacewatch           |
| 301479 -        | 2009 DF132               | 21 febbraio 2009 | Spacewatch           |
| 301480 -        | 2009 DH133               | 27 febbraio 2009 | Spacewatch           |
| 301481 -        | 2009 DZ133               | 28 febbraio 2009 | Spacewatch           |
| 301482 -        | 2009 DL134               | 28 febbraio 2009 | Spacewatch           |
| 301483 -        | 2009 DB135               | 20 febbraio 2009 | Spacewatch           |
| 301484 -        | 2009 DV136               | 24 febbraio 2009 | Mt. Lemmon Survey    |
| 301485 -        | 2009 DU137               | 19 febbraio 2009 | Spacewatch           |
| 301486 -        | 2009 DB139               | 26 febbraio 2009 | Spacewatch           |
| 301487 -        | 2009 DW139               | 16 febbraio 2009 | CSS                  |
| 301488 -        | 2009 DO140               | 21 febbraio 2009 | LINEAR               |
| 301489 -        | 2009 DW141               | 18 febbraio 2009 | LINEAR               |
| 301490 -        | 2009 DE142               | 25 febbraio 2009 | Siding Spring Survey |
| 301491 -        | 2009 EP3                 | 14 marzo 2009    | OAM                  |
| 301492 -        | 2009 EH4                 | 15 marzo 2009    | OAM                  |
| 301493 -        | 2009 ES4                 | 15 marzo 2009    | OAM                  |
| 301494 -        | 2009 EG14                | 15 marzo 2009    | Spacewatch           |
| 301495 -        | 2009 EK15                | 15 marzo 2009    | Spacewatch           |
| 301496 -        | 2009 EC18                | 15 marzo 2009    | Spacewatch           |
| 301497 -        | 2009 EB19                | 15 marzo 2009    | Mt. Lemmon Survey    |
| 301498 -        | 2009 ET19                | 15 marzo 2009    | CSS                  |
| 301499 -        | 2009 EX21                | 14 marzo 2009    | OAM                  |
| 301500 -        | 2009 EL22                | 2 marzo 2009     | Spacewatch           |

## 301501-301600
| Nome               | Designazione provvisoria | Data di scoperta  | Scopritore             |
| ------------------ | ------------------------ | ----------------- | ---------------------- |
| 301501 -           | 2009 EQ22                | 2 marzo 2009      | Mt. Lemmon Survey      |
| 301502 -           | 2009 EY22                | 3 marzo 2009      | Mt. Lemmon Survey      |
| 301503 -           | 2009 EP23                | 3 marzo 2009      | CSS                    |
| 301504 -           | 2009 ED26                | 8 marzo 2009      | Mt. Lemmon Survey      |
| 301505 -           | 2009 EE26                | 8 marzo 2009      | Mt. Lemmon Survey      |
| 301506 -           | 2009 ES28                | 3 marzo 2009      | Mt. Lemmon Survey      |
| 301507 -           | 2009 EX28                | 15 marzo 2009     | OAM                    |
| 301508 -           | 2009 EC30                | 1º marzo 2009     | Mt. Lemmon Survey      |
| 301509 -           | 2009 EW30                | 1º marzo 2009     | Spacewatch             |
| 301510 -           | 2009 FY2                 | 18 marzo 2009     | Kugel, F.              |
| 301511 Hubinon     | 2009 FJ5                 | 19 marzo 2009     | Christophe, B.         |
| 301512 -           | 2009 FY6                 | 16 marzo 2009     | Spacewatch             |
| 301513 -           | 2009 FU7                 | 16 marzo 2009     | Spacewatch             |
| 301514 -           | 2009 FQ8                 | 16 marzo 2009     | Spacewatch             |
| 301515 -           | 2009 FL10                | 18 marzo 2009     | Mt. Lemmon Survey      |
| 301516 -           | 2009 FF11                | 17 marzo 2009     | Spacewatch             |
| 301517 -           | 2009 FU13                | 16 marzo 2009     | Kugel, F.              |
| 301518 -           | 2009 FC18                | 18 marzo 2009     | OAM                    |
| 301519 -           | 2009 FF18                | 19 marzo 2009     | OAM                    |
| 301520 -           | 2009 FR19                | 21 marzo 2009     | Kugel, F.              |
| 301521 -           | 2009 FK22                | 18 marzo 2009     | Siding Spring Survey   |
| 301522 Chaykin     | 2009 FX23                | 22 marzo 2009     | Elenin, L.             |
| 301523 -           | 2009 FZ23                | 18 marzo 2009     | OAM                    |
| 301524 -           | 2009 FR26                | 17 marzo 2009     | Spacewatch             |
| 301525 -           | 2009 FP27                | 21 marzo 2009     | Mt. Lemmon Survey      |
| 301526 -           | 2009 FV28                | 20 marzo 2009     | Bickel, W.             |
| 301527 -           | 2009 FY35                | 25 marzo 2009     | PMO NEO Survey Program |
| 301528 -           | 2009 FK37                | 24 marzo 2009     | Mt. Lemmon Survey      |
| 301529 -           | 2009 FH38                | 26 marzo 2009     | Spacewatch             |
| 301530 -           | 2009 FW38                | 18 marzo 2009     | OAM                    |
| 301531 -           | 2009 FE39                | 23 marzo 2009     | Mt. Lemmon Survey      |
| 301532 -           | 2009 FN40                | 16 marzo 2009     | Mt. Lemmon Survey      |
| 301533 -           | 2009 FY40                | 20 marzo 2009     | OAM                    |
| 301534 -           | 2009 FD44                | 30 marzo 2009     | Bickel, W.             |
| 301535 -           | 2009 FE47                | 28 marzo 2009     | Spacewatch             |
| 301536 -           | 2009 FO47                | 28 marzo 2009     | Spacewatch             |
| 301537 -           | 2009 FA48                | 19 marzo 2009     | Mt. Lemmon Survey      |
| 301538 -           | 2009 FK50                | 28 marzo 2009     | Spacewatch             |
| 301539 -           | 2009 FR53                | 29 marzo 2009     | Mt. Lemmon Survey      |
| 301540 -           | 2009 FK54                | 29 marzo 2009     | Mt. Lemmon Survey      |
| 301541 -           | 2009 FS60                | 19 marzo 2009     | Mt. Lemmon Survey      |
| 301542 -           | 2009 FL62                | 23 marzo 2009     | PMO NEO Survey Program |
| 301543 -           | 2009 FY64                | 17 marzo 2009     | Spacewatch             |
| 301544 -           | 2009 FY65                | 19 marzo 2009     | Spacewatch             |
| 301545 -           | 2009 FT71                | 16 marzo 2009     | Spacewatch             |
| 301546 -           | 2009 FX71                | 16 marzo 2009     | Spacewatch             |
| 301547 -           | 2009 FQ73                | 26 marzo 2009     | Spacewatch             |
| 301548 -           | 2009 FA74                | 31 marzo 2009     | Spacewatch             |
| 301549 -           | 2009 FV75                | 22 marzo 2009     | Mt. Lemmon Survey      |
| 301550 -           | 2009 FY76                | 18 marzo 2009     | Spacewatch             |
| 301551 -           | 2009 GD2                 | 5 aprile 2009     | OAM                    |
| 301552 Alimenti    | 2009 GA3                 | 14 aprile 2009    | Ory, M.                |
| 301553 Ninaglebova | 2009 GM3                 | 13 aprile 2009    | Kryachko, T. V.        |
| 301554 -           | 2009 GG4                 | 2 aprile 2009     | Mt. Lemmon Survey      |
| 301555 -           | 2009 HY                  | 16 aprile 2009    | CSS                    |
| 301556 -           | 2009 HS1                 | 17 aprile 2009    | CSS                    |
| 301557 -           | 2009 HX2                 | 16 aprile 2009    | CSS                    |
| 301558 -           | 2009 HL3                 | 17 aprile 2009    | Spacewatch             |
| 301559 -           | 2009 HL9                 | 17 aprile 2009    | Mt. Lemmon Survey      |
| 301560 -           | 2009 HZ14                | 18 aprile 2009    | Spacewatch             |
| 301561 -           | 2009 HU16                | 18 aprile 2009    | Spacewatch             |
| 301562 -           | 2009 HO19                | 19 aprile 2009    | Dillon, W. G.          |
| 301563 -           | 2009 HK25                | 17 aprile 2009    | Spacewatch             |
| 301564 -           | 2009 HL32                | 19 aprile 2009    | Spacewatch             |
| 301565 -           | 2009 HE33                | 19 aprile 2009    | Mt. Lemmon Survey      |
| 301566 Melissajane | 2009 HF36                | 20 aprile 2009    | Falla, N.              |
| 301567 -           | 2009 HT36                | 20 aprile 2009    | OAM                    |
| 301568 -           | 2009 HU39                | 18 aprile 2009    | Spacewatch             |
| 301569 -           | 2009 HY69                | 22 aprile 2009    | Mt. Lemmon Survey      |
| 301570 -           | 2009 HA81                | 29 aprile 2009    | Mt. Lemmon Survey      |
| 301571 -           | 2009 HJ82                | 26 aprile 2009    | LINEAR                 |
| 301572 -           | 2009 HF96                | 22 aprile 2009    | Spacewatch             |
| 301573 -           | 2009 HP99                | 22 aprile 2009    | Mt. Lemmon Survey      |
| 301574 -           | 2009 JV15                | 3 maggio 2009     | Spacewatch             |
| 301575 -           | 2009 KP3                 | 17 maggio 2009    | Spacewatch             |
| 301576 -           | 2009 KR9                 | 25 maggio 2009    | Spacewatch             |
| 301577 -           | 2009 KT17                | 26 maggio 2009    | Spacewatch             |
| 301578 -           | 2009 RE2                 | 10 settembre 2009 | Teamo, N.              |
| 301579 -           | 2009 UC87                | 24 ottobre 2009   | CSS                    |
| 301580 -           | 2009 UT94                | 21 ottobre 2009   | Mt. Lemmon Survey      |
| 301581 -           | 2009 XU9                 | 13 dicembre 2009  | LINEAR                 |
| 301582 -           | 2010 AO105               | 12 gennaio 2010   | WISE                   |
| 301583 -           | 2010 BR2                 | 19 gennaio 2010   | Siding Spring Survey   |
| 301584 -           | 2010 BN15                | 17 gennaio 2010   | WISE                   |
| 301585 -           | 2010 BV38                | 19 gennaio 2010   | WISE                   |
| 301586 -           | 2010 BG50                | 20 gennaio 2010   | WISE                   |
| 301587 -           | 2010 CB10                | 8 febbraio 2010   | WISE                   |
| 301588 -           | 2010 CP16                | 11 febbraio 2010  | WISE                   |
| 301589 -           | 2010 CS28                | 9 febbraio 2010   | Spacewatch             |
| 301590 -           | 2010 CB29                | 9 febbraio 2010   | Spacewatch             |
| 301591 -           | 2010 CW33                | 10 febbraio 2010  | Spacewatch             |
| 301592 -           | 2010 CG47                | 4 marzo 2005      | Spacewatch             |
| 301593 -           | 2010 CH58                | 12 febbraio 2010  | LINEAR                 |
| 301594 -           | 2010 CC63                | 25 aprile 2000    | LONEOS                 |
| 301595 -           | 2010 CX76                | 13 febbraio 2010  | Spacewatch             |
| 301596 -           | 2010 CN79                | 13 febbraio 2010  | Mt. Lemmon Survey      |
| 301597 -           | 2010 CV82                | 13 febbraio 2010  | Mt. Lemmon Survey      |
| 301598 -           | 2010 CH103               | 14 febbraio 2010  | Spacewatch             |
| 301599 -           | 2010 CQ103               | 14 febbraio 2010  | Spacewatch             |
| 301600 -           | 2010 CP126               | 15 febbraio 2010  | Mt. Lemmon Survey      |

## 301601-301700
| Nome                 | Designazione provvisoria | Data di scoperta  | Scopritore            |
| -------------------- | ------------------------ | ----------------- | --------------------- |
| 301601 -             | 2010 CH129               | 9 febbraio 2010   | CSS                   |
| 301602 -             | 2010 CO139               | 13 febbraio 2010  | Spacewatch            |
| 301603 -             | 2010 CP146               | 13 febbraio 2010  | CSS                   |
| 301604 -             | 2010 CM151               | 14 febbraio 2010  | Spacewatch            |
| 301605 -             | 2010 CJ152               | 14 febbraio 2010  | Spacewatch            |
| 301606 -             | 2010 CK153               | 14 febbraio 2010  | Spacewatch            |
| 301607 -             | 2010 CP153               | 14 febbraio 2010  | Spacewatch            |
| 301608 -             | 2010 CG185               | 13 febbraio 2010  | LINEAR                |
| 301609 -             | 2010 CX217               | 7 febbraio 2010   | WISE                  |
| 301610 -             | 2010 DH7                 | 11 settembre 2004 | Spacewatch            |
| 301611 -             | 2010 DS20                | 16 febbraio 2010  | WISE                  |
| 301612 -             | 2010 DN34                | 17 febbraio 2010  | Bickel, W.            |
| 301613 -             | 2010 DQ37                | 16 febbraio 2010  | Spacewatch            |
| 301614 -             | 2010 DT38                | 16 febbraio 2010  | Spacewatch            |
| 301615 -             | 2010 DS48                | 17 febbraio 2010  | Spacewatch            |
| 301616 -             | 2010 DT52                | 22 febbraio 2010  | WISE                  |
| 301617 -             | 2010 DA58                | 24 febbraio 2010  | WISE                  |
| 301618 -             | 2010 DJ74                | 18 febbraio 2010  | Spacewatch            |
| 301619 -             | 2010 DJ75                | 17 febbraio 2010  | Spacewatch            |
| 301620 -             | 2010 DY75                | 18 febbraio 2010  | Mt. Lemmon Survey     |
| 301621 -             | 2010 DQ76                | 19 febbraio 2010  | CSS                   |
| 301622 Chastel       | 2010 DZ77                | 16 febbraio 2010  | Pan-STARRS1           |
| 301623 Wynn-Williams | 2010 DA78                | 16 febbraio 2010  | Pan-STARRS1           |
| 301624 -             | 2010 EJ2                 | 1º marzo 2010     | WISE                  |
| 301625 -             | 2010 EC21                | 9 marzo 2010      | Schwab, E., Kling, R. |
| 301626 -             | 2010 ER27                | 11 marzo 2010     | WISE                  |
| 301627 -             | 2010 EP28                | 10 marzo 2010     | WISE                  |
| 301628 -             | 2010 ED29                | 4 marzo 2010      | Spacewatch            |
| 301629 -             | 2010 EQ29                | 4 marzo 2010      | Spacewatch            |
| 301630 -             | 2010 ET29                | 5 marzo 2010      | CSS                   |
| 301631 -             | 2010 EN38                | 4 marzo 2010      | Spacewatch            |
| 301632 -             | 2010 EO38                | 4 marzo 2010      | CSS                   |
| 301633 -             | 2010 EF39                | 10 marzo 2010     | Jarnac                |
| 301634 -             | 2010 ES39                | 10 marzo 2010     | OAM                   |
| 301635 -             | 2010 EG40                | 12 marzo 2010     | CSS                   |
| 301636 -             | 2010 EG41                | 4 marzo 2010      | Spacewatch            |
| 301637 -             | 2010 EX43                | 12 marzo 2010     | Kugel, F.             |
| 301638 Kressin       | 2010 EQ45                | 14 marzo 2010     | Kracht, R.            |
| 301639 -             | 2010 EE69                | 23 maggio 2006    | Mt. Lemmon Survey     |
| 301640 -             | 2010 EO77                | 12 marzo 2010     | CSS                   |
| 301641 -             | 2010 EV82                | 12 marzo 2010     | CSS                   |
| 301642 -             | 2010 EN85                | 13 marzo 2010     | Spacewatch            |
| 301643 -             | 2010 ES87                | 13 marzo 2010     | Mt. Lemmon Survey     |
| 301644 -             | 2010 EJ89                | 14 marzo 2010     | Spacewatch            |
| 301645 -             | 2010 EB97                | 10 ottobre 1994   | Spacewatch            |
| 301646 -             | 2010 EO100               | 15 marzo 2010     | Spacewatch            |
| 301647 -             | 2010 EL105               | 12 marzo 2010     | Spacewatch            |
| 301648 -             | 2010 ES106               | 4 marzo 2010      | Spacewatch            |
| 301649 -             | 2010 EL107               | 12 marzo 2010     | Spacewatch            |
| 301650 -             | 2010 EU107               | 12 marzo 2010     | Spacewatch            |
| 301651 -             | 2010 EQ109               | 4 marzo 2010      | Spacewatch            |
| 301652 -             | 2010 EU109               | 4 marzo 2010      | Spacewatch            |
| 301653 -             | 2010 EP120               | 12 marzo 2010     | Mt. Lemmon Survey     |
| 301654 -             | 2010 EV121               | 15 marzo 2010     | Spacewatch            |
| 301655 -             | 2010 EC127               | 15 marzo 2010     | CSS                   |
| 301656 -             | 2010 EW128               | 12 marzo 2010     | Spacewatch            |
| 301657 -             | 2010 EA129               | 12 marzo 2010     | Spacewatch            |
| 301658 -             | 2010 ET129               | 13 marzo 2010     | Spacewatch            |
| 301659 -             | 2010 EN130               | 13 marzo 2010     | Spacewatch            |
| 301660 -             | 2010 EO130               | 13 marzo 2010     | Spacewatch            |
| 301661 -             | 2010 ES130               | 13 marzo 2010     | Spacewatch            |
| 301662 -             | 2010 EO131               | 15 marzo 2010     | Spacewatch            |
| 301663 -             | 2010 EY132               | 13 marzo 2010     | Spacewatch            |
| 301664 -             | 2010 ET133               | 15 marzo 2010     | Spacewatch            |
| 301665 -             | 2010 EZ133               | 5 marzo 2010      | Spacewatch            |
| 301666 -             | 2010 EZ135               | 14 marzo 2010     | Spacewatch            |
| 301667 -             | 2010 EV137               | 12 marzo 2010     | Spacewatch            |
| 301668 -             | 2010 ED138               | 13 marzo 2010     | Mt. Lemmon Survey     |
| 301669 -             | 2010 EG138               | 13 marzo 2010     | Mt. Lemmon Survey     |
| 301670 -             | 2010 EP138               | 26 gennaio 2006   | Mt. Lemmon Survey     |
| 301671 -             | 2010 FQ12                | 16 marzo 2010     | Spacewatch            |
| 301672 -             | 2010 FS12                | 16 marzo 2010     | Spacewatch            |
| 301673 -             | 2010 FB13                | 16 marzo 2010     | Spacewatch            |
| 301674 -             | 2010 FE13                | 16 marzo 2010     | Spacewatch            |
| 301675 -             | 2010 FG15                | 17 marzo 2010     | Spacewatch            |
| 301676 -             | 2010 FB16                | 18 marzo 2010     | Spacewatch            |
| 301677 -             | 2010 FC30                | 2 dicembre 2005   | Spacewatch            |
| 301678 -             | 2010 FO47                | 1º ottobre 2003   | Spacewatch            |
| 301679 -             | 2010 FA48                | 22 marzo 2010     | ESA OGS               |
| 301680 -             | 2010 FS54                | 21 marzo 2010     | Spacewatch            |
| 301681 -             | 2010 FY55                | 18 marzo 2010     | Spacewatch            |
| 301682 -             | 2010 FX56                | 16 marzo 2010     | Mt. Lemmon Survey     |
| 301683 -             | 2010 FX82                | 23 gennaio 2006   | Spacewatch            |
| 301684 -             | 2010 FM83                | 19 marzo 2010     | Mt. Lemmon Survey     |
| 301685 -             | 2010 FA84                | 25 marzo 2010     | Spacewatch            |
| 301686 -             | 2010 FQ84                | 25 dicembre 2005  | Spacewatch            |
| 301687 -             | 2010 FE86                | 26 marzo 2010     | Spacewatch            |
| 301688 -             | 2010 FD88                | 21 marzo 2010     | Spacewatch            |
| 301689 -             | 2010 FV88                | 19 marzo 2010     | Spacewatch            |
| 301690 -             | 2010 FE89                | 18 marzo 2010     | Mt. Lemmon Survey     |
| 301691 -             | 2010 FT91                | 25 marzo 2010     | Mt. Lemmon Survey     |
| 301692 -             | 2010 FY91                | 13 agosto 2007    | LONEOS                |
| 301693 -             | 2010 FK92                | 17 marzo 2010     | CSS                   |
| 301694 -             | 2010 FL92                | 16 marzo 2010     | Mt. Lemmon Survey     |
| 301695 -             | 2010 FP95                | 23 novembre 1997  | Spacewatch            |
| 301696 -             | 2010 FN101               | 19 marzo 2010     | Spacewatch            |
| 301697 -             | 2010 GQ7                 | 5 aprile 2010     | Spacewatch            |
| 301698 -             | 2010 GY24                | 8 aprile 2010     | OAM                   |
| 301699 -             | 2010 GV25                | 4 aprile 2010     | Spacewatch            |
| 301700 -             | 2010 GH26                | 4 aprile 2010     | Spacewatch            |

## 301701-301800
| Nome                   | Designazione provvisoria | Data di scoperta  | Scopritore             |
| ---------------------- | ------------------------ | ----------------- | ---------------------- |
| 301701 -               | 2010 GJ26                | 4 aprile 2010     | Spacewatch             |
| 301702 -               | 2010 GU27                | 8 luglio 2003     | NEAT                   |
| 301703 -               | 2010 GV27                | 5 aprile 2010     | Spacewatch             |
| 301704 -               | 2010 GW28                | 8 aprile 2010     | OAM                    |
| 301705 -               | 2010 GZ28                | 8 aprile 2010     | Spacewatch             |
| 301706 -               | 2010 GB29                | 8 aprile 2010     | Spacewatch             |
| 301707 -               | 2010 GQ29                | 8 aprile 2010     | PMO NEO Survey Program |
| 301708 -               | 2010 GB31                | 4 aprile 2010     | CSS                    |
| 301709 -               | 2010 GW31                | 5 aprile 2010     | Spacewatch             |
| 301710 -               | 2010 GU32                | 9 aprile 2010     | CSS                    |
| 301711 -               | 2010 GW66                | 10 aprile 2010    | Mt. Lemmon Survey      |
| 301712 -               | 2010 GZ71                | 13 aprile 2010    | WISE                   |
| 301713 -               | 2010 GD97                | 6 aprile 2010     | Spacewatch             |
| 301714 -               | 2010 GF97                | 6 aprile 2010     | Spacewatch             |
| 301715 -               | 2010 GD99                | 4 aprile 2010     | Spacewatch             |
| 301716 -               | 2010 GK100               | 4 aprile 2010     | Spacewatch             |
| 301717 -               | 2010 GK103               | 6 aprile 2010     | Spacewatch             |
| 301718 -               | 2010 GE104               | 12 settembre 2007 | Mt. Lemmon Survey      |
| 301719 -               | 2010 GO104               | 7 aprile 2010     | Spacewatch             |
| 301720 -               | 2010 GB105               | 7 aprile 2010     | Spacewatch             |
| 301721 -               | 2010 GR107               | 8 aprile 2010     | Spacewatch             |
| 301722 -               | 2010 GQ113               | 10 aprile 2010    | Spacewatch             |
| 301723 -               | 2010 GZ113               | 10 aprile 2010    | Spacewatch             |
| 301724 -               | 2010 GL114               | 10 aprile 2010    | Spacewatch             |
| 301725 -               | 2010 GZ114               | 4 marzo 2006      | Mt. Lemmon Survey      |
| 301726 -               | 2010 GB116               | 10 aprile 2010    | Spacewatch             |
| 301727 -               | 2010 GK119               | 11 aprile 2010    | Spacewatch             |
| 301728 -               | 2010 GB120               | 11 aprile 2010    | Spacewatch             |
| 301729 -               | 2010 GR120               | 11 aprile 2010    | Spacewatch             |
| 301730 -               | 2010 GU126               | 15 gennaio 2001   | Spacewatch             |
| 301731 -               | 2010 GT127               | 10 aprile 2010    | Spacewatch             |
| 301732 -               | 2010 GF131               | 9 aprile 2010     | Spacewatch             |
| 301733 -               | 2010 GA137               | 13 marzo 2002     | NEAT                   |
| 301734 -               | 2010 GL141               | 8 aprile 2010     | OAM                    |
| 301735 -               | 2010 GJ144               | 21 ottobre 2003   | Spacewatch             |
| 301736 -               | 2010 GV144               | 12 aprile 2010    | Mt. Lemmon Survey      |
| 301737 -               | 2010 GK156               | 4 aprile 2010     | Spacewatch             |
| 301738 -               | 2010 GH157               | 9 aprile 2010     | Spacewatch             |
| 301739 -               | 2010 GV157               | 11 aprile 2010    | Mt. Lemmon Survey      |
| 301740 -               | 2010 GZ157               | 12 aprile 2010    | Spacewatch             |
| 301741 -               | 2010 GE160               | 8 aprile 2010     | CSS                    |
| 301742 -               | 2010 GS160               | 9 aprile 2010     | CSS                    |
| 301743 -               | 2010 GU161               | 14 aprile 2010    | Mt. Lemmon Survey      |
| 301744 -               | 2010 HV64                | 26 aprile 2010    | WISE                   |
| 301745 -               | 2010 HN79                | 20 aprile 2010    | Spacewatch             |
| 301746 -               | 2010 HQ79                | 20 aprile 2010    | Spacewatch             |
| 301747 -               | 2010 HK80                | 26 aprile 2010    | Mt. Lemmon Survey      |
| 301748 -               | 2010 HQ103               | 21 aprile 2010    | Spacewatch             |
| 301749 -               | 2010 HT103               | 25 aprile 2010    | Spacewatch             |
| 301750 -               | 2010 HM105               | 20 aprile 2010    | Bickel, W.             |
| 301751 -               | 2010 HF107               | 29 ottobre 1999   | Spacewatch             |
| 301752 -               | 2010 JL                  | 3 maggio 2010     | Tenagra II             |
| 301753 -               | 2010 JZ                  | 25 febbraio 2006  | Spacewatch             |
| 301754 -               | 2010 JQ29                | 3 maggio 2010     | Spacewatch             |
| 301755 -               | 2010 JL30                | 3 maggio 2010     | Spacewatch             |
| 301756 -               | 2010 JU30                | 4 maggio 2010     | CSS                    |
| 301757 -               | 2010 JW30                | 4 maggio 2010     | CSS                    |
| 301758 -               | 2010 JA34                | 4 maggio 2010     | CSS                    |
| 301759 -               | 2010 JL35                | 27 febbraio 2006  | Spacewatch             |
| 301760 -               | 2010 JP42                | 17 febbraio 2007  | Mt. Lemmon Survey      |
| 301761 -               | 2010 JL43                | 3 maggio 2010     | Spacewatch             |
| 301762 -               | 2010 JM43                | 3 maggio 2010     | Spacewatch             |
| 301763 -               | 2010 JB44                | 4 maggio 2010     | Siding Spring Survey   |
| 301764 -               | 2010 JQ44                | 6 maggio 2010     | Mt. Lemmon Survey      |
| 301765 -               | 2010 JQ45                | 7 maggio 2010     | Spacewatch             |
| 301766 -               | 2010 JU48                | 5 settembre 2000  | Spacewatch             |
| 301767 -               | 2010 JX73                | 8 maggio 2010     | Mt. Lemmon Survey      |
| 301768 -               | 2010 JD79                | 18 aprile 2005    | Spacewatch             |
| 301769 -               | 2010 JZ81                | 3 maggio 2010     | Spacewatch             |
| 301770 -               | 2010 JK87                | 12 maggio 2010    | Molnar, L. A.          |
| 301771 -               | 2010 JD117               | 6 maggio 2006     | Spacewatch             |
| 301772 -               | 2010 JK120               | 12 maggio 2010    | Mt. Lemmon Survey      |
| 301773 -               | 2010 JC121               | 12 maggio 2010    | Mt. Lemmon Survey      |
| 301774 -               | 2010 JD121               | 12 maggio 2010    | Mt. Lemmon Survey      |
| 301775 -               | 2010 JW121               | 13 maggio 2010    | Spacewatch             |
| 301776 -               | 2010 JQ122               | 13 maggio 2010    | Spacewatch             |
| 301777 -               | 2010 JG147               | 5 maggio 2010     | Mt. Lemmon Survey      |
| 301778 -               | 2010 JK148               | 11 marzo 2002     | NEAT                   |
| 301779 -               | 2010 JL149               | 29 maggio 2006    | LINEAR                 |
| 301780 -               | 2010 JK153               | 21 settembre 2003 | NEAT                   |
| 301781 -               | 2010 JZ159               | 11 ottobre 2007   | Spacewatch             |
| 301782 -               | 2010 JP165               | 11 maggio 2010    | Mt. Lemmon Survey      |
| 301783 -               | 2010 JB167               | 11 maggio 2010    | Mt. Lemmon Survey      |
| 301784 -               | 2010 JS170               | 10 maggio 2005    | Spacewatch             |
| 301785 -               | 2010 KV8                 | 19 febbraio 2001  | LINEAR                 |
| 301786 -               | 2010 KD9                 | 16 maggio 2010    | Tenagra II             |
| 301787 -               | 2010 KE62                | 18 maggio 2010    | Siding Spring Survey   |
| 301788 -               | 2010 KF127               | 22 maggio 2010    | Siding Spring Survey   |
| 301789 -               | 2010 KG128               | 10 novembre 2004  | Spacewatch             |
| 301790 -               | 2010 LO1                 | 4 giugno 2010     | Tenagra II             |
| 301791 -               | 2010 LQ14                | 3 giugno 2010     | Spacewatch             |
| 301792 -               | 2010 LX14                | 3 giugno 2010     | Spacewatch             |
| 301793 -               | 2010 LA15                | 3 giugno 2010     | Spacewatch             |
| 301794 Antoninkapustin | 2010 LH64                | 12 giugno 2010    | Kryachko, T. V.        |
| 301795 -               | 2010 LG107               | 15 gennaio 2005   | LINEAR                 |
| 301796 -               | 2010 OW41                | 21 luglio 2010    | WISE                   |
| 301797 -               | 2010 OL83                | 26 luglio 2010    | WISE                   |
| 301798 -               | 2010 OT84                | 26 luglio 2010    | WISE                   |
| 301799 -               | 2010 RW70                | 26 maggio 2006    | Mt. Lemmon Survey      |
| 301800 -               | 2011 BL60                | 24 dicembre 2006  | Spacewatch             |

## 301801-301900
| Nome     | Designazione provvisoria | Data di scoperta  | Scopritore                                                |
| -------- | ------------------------ | ----------------- | --------------------------------------------------------- |
| 301801 - | 2011 BT79                | 13 marzo 2004     | NEAT                                                      |
| 301802 - | 2011 BS100               | 1º maggio 2003    | Spacewatch                                                |
| 301803 - | 2011 MM2                 | 15 settembre 2006 | Spacewatch                                                |
| 301804 - | 2011 MT5                 | 19 agosto 2004    | Siding Spring Survey                                      |
| 301805 - | 2011 MX6                 | 15 ottobre 2001   | NEAT                                                      |
| 301806 - | 2011 MP8                 | 27 settembre 2000 | LINEAR                                                    |
| 301807 - | 2011 NQ2                 | 11 ottobre 2007   | CSS                                                       |
| 301808 - | 2011 OO10                | 8 marzo 2005      | Mt. Lemmon Survey                                         |
| 301809 - | 2011 OG12                | 11 novembre 2004  | Spacewatch                                                |
| 301810 - | 2011 OW14                | 6 ottobre 2000    | LONEOS                                                    |
| 301811 - | 2011 OE20                | 23 settembre 2008 | Spacewatch                                                |
| 301812 - | 2011 OW24                | 14 settembre 2007 | CSS                                                       |
| 301813 - | 2011 OA25                | 13 maggio 2007    | Mt. Lemmon Survey                                         |
| 301814 - | 2011 PJ3                 | 21 ottobre 2006   | CSS                                                       |
| 301815 - | 2011 PF4                 | 28 giugno 2004    | Siding Spring Survey                                      |
| 301816 - | 2011 PO4                 | 25 maggio 2003    | NEAT                                                      |
| 301817 - | 2011 PB6                 | 24 ottobre 2003   | Sloan Digital Sky Survey                                  |
| 301818 - | 2011 PC6                 | 19 novembre 2006  | CSS                                                       |
| 301819 - | 2011 PE6                 | 10 luglio 2005    | Siding Spring Survey                                      |
| 301820 - | 2011 PK8                 | 10 settembre 2007 | Mt. Lemmon Survey                                         |
| 301821 - | 2011 PP8                 | 17 marzo 2004     | Spacewatch                                                |
| 301822 - | 2011 PB9                 | 14 marzo 2007     | Spacewatch                                                |
| 301823 - | 2011 PC9                 | 23 ottobre 2003   | Spacewatch                                                |
| 301824 - | 2011 PE9                 | 15 settembre 2006 | Spacewatch                                                |
| 301825 - | 2011 PK9                 | 18 settembre 2003 | Spacewatch                                                |
| 301826 - | 2011 PS9                 | 5 gennaio 2006    | Mt. Lemmon Survey                                         |
| 301827 - | 2011 QY1                 | 16 gennaio 2004   | Spacewatch                                                |
| 301828 - | 2011 QM7                 | 27 gennaio 2003   | NEAT                                                      |
| 301829 - | 2011 QG8                 | 7 gennaio 2006    | Mt. Lemmon Survey                                         |
| 301830 - | 2011 QF12                | 20 dicembre 2004  | Mt. Lemmon Survey                                         |
| 301831 - | 2011 QH14                | 5 marzo 2000      | Deep Lens Survey                                          |
| 301832 - | 2011 QT16                | 23 agosto 2004    | Spacewatch                                                |
| 301833 - | 2011 QY24                | 24 agosto 2007    | Spacewatch                                                |
| 301834 - | 2011 QT33                | 19 febbraio 2009  | Mt. Lemmon Survey                                         |
| 301835 - | 2011 QY49                | 10 marzo 2005     | Mt. Lemmon Survey                                         |
| 301836 - | 2011 RQ1                 | 30 settembre 2003 | Spacewatch                                                |
| 301837 - | 5581 P-L                 | 22 ottobre 1960   | van Houten, C. J., van Houten-Groeneveld, I., Gehrels, T. |
| 301838 - | 6226 P-L                 | 24 settembre 1960 | van Houten, C. J., van Houten-Groeneveld, I., Gehrels, T. |
| 301839 - | 1488 T-2                 | 29 settembre 1973 | van Houten, C. J., van Houten-Groeneveld, I., Gehrels, T. |
| 301840 - | 4212 T-3                 | 16 ottobre 1977   | van Houten, C. J., van Houten-Groeneveld, I., Gehrels, T. |
| 301841 - | 4260 T-3                 | 16 ottobre 1977   | van Houten, C. J., van Houten-Groeneveld, I., Gehrels, T. |
| 301842 - | 1980 FG4                 | 16 marzo 1980     | Lagerkvist, C.-I.                                         |
| 301843 - | 1981 DZ2                 | 28 febbraio 1981  | Bus, S. J.                                                |
| 301844 - | 1990 UA                  | 16 ottobre 1990   | Helin, E. F.                                              |
| 301845 - | 1992 SS4                 | 24 settembre 1992 | Spacewatch                                                |
| 301846 - | 1993 OV1                 | 16 luglio 1993    | Helin, E. F., Lawrence, K. J.                             |
| 301847 - | 1994 AE5                 | 5 gennaio 1994    | Spacewatch                                                |
| 301848 - | 1994 PQ3                 | 10 agosto 1994    | Elst, E. W.                                               |
| 301849 - | 1994 SC7                 | 28 settembre 1994 | Spacewatch                                                |
| 301850 - | 1994 TE8                 | 6 ottobre 1994    | Spacewatch                                                |
| 301851 - | 1994 UF8                 | 28 ottobre 1994   | Spacewatch                                                |
| 301852 - | 1994 WP4                 | 26 novembre 1994  | Spacewatch                                                |
| 301853 - | 1994 WU4                 | 26 novembre 1994  | Spacewatch                                                |
| 301854 - | 1995 BS14                | 31 gennaio 1995   | Spacewatch                                                |
| 301855 - | 1995 CY1                 | 7 febbraio 1995   | McNaught, R. H.                                           |
| 301856 - | 1995 ES4                 | 2 marzo 1995      | Spacewatch                                                |
| 301857 - | 1995 MV2                 | 25 giugno 1995    | Spacewatch                                                |
| 301858 - | 1995 QX15                | 31 agosto 1995    | Spacewatch                                                |
| 301859 - | 1995 SV10                | 17 settembre 1995 | Spacewatch                                                |
| 301860 - | 1995 SW35                | 23 settembre 1995 | Spacewatch                                                |
| 301861 - | 1995 SG50                | 26 settembre 1995 | Spacewatch                                                |
| 301862 - | 1995 SO62                | 25 settembre 1995 | Spacewatch                                                |
| 301863 - | 1995 SP69                | 18 settembre 1995 | Spacewatch                                                |
| 301864 - | 1995 SK80                | 26 settembre 1995 | Spacewatch                                                |
| 301865 - | 1995 SM80                | 26 settembre 1995 | Spacewatch                                                |
| 301866 - | 1995 TR8                 | 1º ottobre 1995   | Spacewatch                                                |
| 301867 - | 1995 UR17                | 18 ottobre 1995   | Spacewatch                                                |
| 301868 - | 1995 UW50                | 18 ottobre 1995   | Spacewatch                                                |
| 301869 - | 1995 VZ2                 | 14 novembre 1995  | Spacewatch                                                |
| 301870 - | 1995 WE10                | 16 novembre 1995  | Spacewatch                                                |
| 301871 - | 1995 WH20                | 17 novembre 1995  | Spacewatch                                                |
| 301872 - | 1995 WV21                | 17 novembre 1995  | Spacewatch                                                |
| 301873 - | 1995 WX24                | 18 novembre 1995  | Spacewatch                                                |
| 301874 - | 1995 WV38                | 23 novembre 1995  | Spacewatch                                                |
| 301875 - | 1996 BN12                | 24 gennaio 1996   | Spacewatch                                                |
| 301876 - | 1996 EA7                 | 11 marzo 1996     | Spacewatch                                                |
| 301877 - | 1996 JZ9                 | 13 maggio 1996    | Spacewatch                                                |
| 301878 - | 1996 VU39                | 7 novembre 1996   | Spacewatch                                                |
| 301879 - | 1997 HK13                | 30 aprile 1997    | LINEAR                                                    |
| 301880 - | 1997 HT15                | 29 aprile 1997    | Spacewatch                                                |
| 301881 - | 1997 TV21                | 4 ottobre 1997    | Spacewatch                                                |
| 301882 - | 1998 BN36                | 18 gennaio 1998   | Spacewatch                                                |
| 301883 - | 1998 EQ9                 | 9 marzo 1998      | Teide                                                     |
| 301884 - | 1998 KB3                 | 23 maggio 1998    | Spacewatch                                                |
| 301885 - | 1998 QV2                 | 17 agosto 1998    | LINEAR                                                    |
| 301886 - | 1998 QY4                 | 22 agosto 1998    | Beijing Schmidt CCD Asteroid Program                      |
| 301887 - | 1998 QX23                | 17 agosto 1998    | LINEAR                                                    |
| 301888 - | 1998 QC28                | 26 agosto 1998    | Spacewatch                                                |
| 301889 - | 1998 QH85                | 24 agosto 1998    | LINEAR                                                    |
| 301890 - | 1998 QO94                | 17 agosto 1998    | LINEAR                                                    |
| 301891 - | 1998 QP95                | 19 agosto 1998    | LINEAR                                                    |
| 301892 - | 1998 QL98                | 28 agosto 1998    | LINEAR                                                    |
| 301893 - | 1998 RR12                | 14 settembre 1998 | Spacewatch                                                |
| 301894 - | 1998 RX28                | 14 settembre 1998 | LINEAR                                                    |
| 301895 - | 1998 RH42                | 14 settembre 1998 | LINEAR                                                    |
| 301896 - | 1998 SH5                 | 16 settembre 1998 | Spacewatch                                                |
| 301897 - | 1998 SE12                | 22 settembre 1998 | ODAS                                                      |
| 301898 - | 1998 SP34                | 26 settembre 1998 | LINEAR                                                    |
| 301899 - | 1998 SA46                | 25 settembre 1998 | Spacewatch                                                |
| 301900 - | 1998 SM89                | 26 settembre 1998 | LINEAR                                                    |

## 301901-302000
| Nome            | Designazione provvisoria | Data di scoperta  | Scopritore               |
| --------------- | ------------------------ | ----------------- | ------------------------ |
| 301901 -        | 1998 UP14                | 23 ottobre 1998   | Spacewatch               |
| 301902 -        | 1998 UG19                | 28 ottobre 1998   | LINEAR                   |
| 301903 -        | 1998 UR50                | 17 ottobre 1998   | Spacewatch               |
| 301904 -        | 1998 WN32                | 19 novembre 1998  | LONEOS                   |
| 301905 -        | 1998 WR41                | 24 novembre 1998  | LINEAR                   |
| 301906 -        | 1998 XV5                 | 8 dicembre 1998   | Spacewatch               |
| 301907 -        | 1998 XB9                 | 12 dicembre 1998  | LINEAR                   |
| 301908 -        | 1998 XM14                | 15 dicembre 1998  | ODAS                     |
| 301909 -        | 1998 XK15                | 15 dicembre 1998  | ODAS                     |
| 301910 -        | 1998 YM8                 | 25 dicembre 1998  | CSS                      |
| 301911 -        | 1998 YW19                | 25 dicembre 1998  | Spacewatch               |
| 301912 -        | 1999 BU31                | 19 gennaio 1999   | Spacewatch               |
| 301913 -        | 1999 FC73                | 20 marzo 1999     | Sloan Digital Sky Survey |
| 301914 -        | 1999 JT110               | 13 maggio 1999    | LINEAR                   |
| 301915 -        | 1999 LY2                 | 5 giugno 1999     | Spacewatch               |
| 301916 -        | 1999 RL185               | 9 settembre 1999  | LINEAR                   |
| 301917 -        | 1999 SK2                 | 18 settembre 1999 | Spacewatch               |
| 301918 -        | 1999 TJ64                | 8 ottobre 1999    | Spacewatch               |
| 301919 -        | 1999 TX194               | 12 ottobre 1999   | LINEAR                   |
| 301920 -        | 1999 VJ100               | 9 novembre 1999   | LINEAR                   |
| 301921 -        | 1999 VA137               | 12 novembre 1999  | LINEAR                   |
| 301922 -        | 1999 VH159               | 14 novembre 1999  | LINEAR                   |
| 301923 -        | 1999 VV187               | 15 novembre 1999  | LINEAR                   |
| 301924 -        | 1999 VM209               | 14 novembre 1999  | Spacewatch               |
| 301925 -        | 1999 XZ69                | 7 dicembre 1999   | LINEAR                   |
| 301926 -        | 1999 XZ84                | 7 dicembre 1999   | LINEAR                   |
| 301927 -        | 1999 XH104               | 7 dicembre 1999   | LINEAR                   |
| 301928 -        | 1999 XF161               | 12 dicembre 1999  | LINEAR                   |
| 301929 -        | 1999 XP189               | 12 dicembre 1999  | LINEAR                   |
| 301930 -        | 1999 XC253               | 12 dicembre 1999  | Spacewatch               |
| 301931 -        | 1999 YP10                | 27 dicembre 1999  | Spacewatch               |
| 301932 -        | 2000 AL1                 | 2 gennaio 2000    | LINEAR                   |
| 301933 -        | 2000 AU32                | 13 gennaio 2000   | Spacewatch               |
| 301934 -        | 2000 AE48                | 3 gennaio 2000    | Sposetti, S.             |
| 301935 -        | 2000 AG66                | 4 gennaio 2000    | LINEAR                   |
| 301936 -        | 2000 AH97                | 4 gennaio 2000    | LINEAR                   |
| 301937 -        | 2000 AN123               | 5 gennaio 2000    | LINEAR                   |
| 301938 -        | 2000 AD133               | 3 gennaio 2000    | LINEAR                   |
| 301939 -        | 2000 AE135               | 4 gennaio 2000    | LINEAR                   |
| 301940 -        | 2000 AA214               | 6 gennaio 2000    | Spacewatch               |
| 301941 -        | 2000 AS221               | 8 gennaio 2000    | Spacewatch               |
| 301942 -        | 2000 AP234               | 5 gennaio 2000    | LINEAR                   |
| 301943 -        | 2000 AK235               | 5 gennaio 2000    | LINEAR                   |
| 301944 -        | 2000 AS254               | 3 gennaio 2000    | Spacewatch               |
| 301945 -        | 2000 BC15                | 31 gennaio 2000   | Kobayashi, T.            |
| 301946 Bugyi    | 2000 BK15                | 28 gennaio 2000   | Sarneczky, K., Szabo, G. |
| 301947 -        | 2000 CU10                | 2 febbraio 2000   | LINEAR                   |
| 301948 -        | 2000 CZ20                | 2 febbraio 2000   | LINEAR                   |
| 301949 Hambálek | 2000 CM34                | 3 febbraio 2000   | Kusnirak, P.             |
| 301950 -        | 2000 CE45                | 2 febbraio 2000   | LINEAR                   |
| 301951 -        | 2000 CZ79                | 8 febbraio 2000   | Spacewatch               |
| 301952 -        | 2000 CT124               | 3 febbraio 2000   | LINEAR                   |
| 301953 -        | 2000 CL130               | 3 febbraio 2000   | Spacewatch               |
| 301954 -        | 2000 CB135               | 4 febbraio 2000   | Spacewatch               |
| 301955 -        | 2000 DW9                 | 26 febbraio 2000  | Spacewatch               |
| 301956 -        | 2000 DR26                | 29 febbraio 2000  | LINEAR                   |
| 301957 -        | 2000 DK30                | 29 febbraio 2000  | LINEAR                   |
| 301958 -        | 2000 DQ49                | 29 febbraio 2000  | LINEAR                   |
| 301959 -        | 2000 DA68                | 29 febbraio 2000  | LINEAR                   |
| 301960 -        | 2000 DP76                | 29 febbraio 2000  | LINEAR                   |
| 301961 -        | 2000 DF116               | 28 febbraio 2000  | CSS                      |
| 301962 -        | 2000 ET26                | 9 marzo 2000      | LINEAR                   |
| 301963 -        | 2000 EF34                | 5 marzo 2000      | LINEAR                   |
| 301964 -        | 2000 EJ37                | 8 marzo 2000      | LINEAR                   |
| 301965 -        | 2000 EN172               | 14 marzo 2000     | CSS                      |
| 301966 -        | 2000 EJ198               | 1º marzo 2000     | CSS                      |
| 301967 -        | 2000 FS1                 | 25 marzo 2000     | Spacewatch               |
| 301968 -        | 2000 FX2                 | 28 marzo 2000     | LINEAR                   |
| 301969 -        | 2000 FP9                 | 30 marzo 2000     | Spacewatch               |
| 301970 -        | 2000 GE27                | 5 aprile 2000     | LINEAR                   |
| 301971 -        | 2000 GS29                | 5 aprile 2000     | LINEAR                   |
| 301972 -        | 2000 GE142               | 7 aprile 2000     | LONEOS                   |
| 301973 -        | 2000 GV170               | 5 aprile 2000     | LONEOS                   |
| 301974 -        | 2000 GU171               | 2 aprile 2000     | LINEAR                   |
| 301975 -        | 2000 HL                  | 24 aprile 2000    | Spacewatch               |
| 301976 -        | 2000 HX17                | 24 aprile 2000    | Spacewatch               |
| 301977 -        | 2000 HY39                | 30 aprile 2000    | Spacewatch               |
| 301978 -        | 2000 HE81                | 28 aprile 2000    | Spacewatch               |
| 301979 -        | 2000 JC2                 | 1º maggio 2000    | Spacewatch               |
| 301980 -        | 2000 JO8                 | 6 maggio 2000     | LINEAR                   |
| 301981 -        | 2000 JB20                | 6 maggio 2000     | LINEAR                   |
| 301982 -        | 2000 KT4                 | 27 maggio 2000    | LINEAR                   |
| 301983 -        | 2000 KW40                | 30 maggio 2000    | Spacewatch               |
| 301984 -        | 2000 KC43                | 26 maggio 2000    | Spacewatch               |
| 301985 -        | 2000 KH66                | 27 maggio 2000    | LINEAR                   |
| 301986 -        | 2000 LF7                 | 6 giugno 2000     | Spacewatch               |
| 301987 -        | 2000 NS                  | 3 luglio 2000     | Comba, P. G.             |
| 301988 -        | 2000 NN10                | 9 luglio 2000     | LINEAR                   |
| 301989 -        | 2000 OL61                | 29 luglio 2000    | Buie, M. W.              |
| 301990 -        | 2000 OA62                | 30 luglio 2000    | Buie, M. W.              |
| 301991 -        | 2000 PM1                 | 1º agosto 2000    | LINEAR                   |
| 301992 -        | 2000 QH14                | 24 agosto 2000    | LINEAR                   |
| 301993 -        | 2000 QB41                | 24 agosto 2000    | LINEAR                   |
| 301994 -        | 2000 QJ53                | 24 agosto 2000    | LINEAR                   |
| 301995 -        | 2000 QW85                | 25 agosto 2000    | LINEAR                   |
| 301996 -        | 2000 QU86                | 25 agosto 2000    | LINEAR                   |
| 301997 -        | 2000 QC117               | 29 agosto 2000    | LINEAR                   |
| 301998 -        | 2000 QW147               | 31 agosto 2000    | LINEAR                   |
| 301999 -        | 2000 QC157               | 31 agosto 2000    | LINEAR                   |
| 302000 -        | 2000 QD163               | 31 agosto 2000    | LINEAR                   |